# Fraine
Fraine (Fraìune in abruzzese) è un comune italiano di 246 abitanti della provincia di Chieti in Abruzzo. Fa anche parte della Comunità montana Sangro Vastese.

## Storia
Le testimonianze più antiche risalgono al XII secolo, successivamente vi è il prediominio di vari nobili, tra cui i Caracciolo. Nei documenti della curia arcivescovile teatina del 1323 si afferma che Fraine era suddivisa in Fraine superiore e Fraine inferiore, quest'ultima denominata Frainelle.

### Simboli
Lo stemma e il gonfalone sono stati concessi con decreto del presidente della Repubblica de 5 giugno 2001.
Il gonfalone è un drappo partito di bianco e di giallo.

## Monumenti e luoghi d'interesse
Borgo fortificato con torre
Il primo impianto risale al XIII secolo, in seguito ha subito delle trasformazioni nel XVIII secolo. Nella zona nord-est l'impianto urbano è caratterizzato da anelli concentrici, mentre sul versante orientale invece gli isolati sono posti a pettine. Nella zona nord-ovest vi sono la chiesa di San Silvestro e Palazzo Tilli. Verosimilmente la torre era sita nell'ex frantoio Tilli collegata visivamente con la torre di Frainelle (centro urbano scomparso sito in località Castello) della torre rimane solamente il toponimo Largo della Torre. Non è possibile ricostruire il tracciato completo delle mura o delle case-mura, tuttavia si può notare la collocazione a filare di alcune case in via del sole e quelle sottostanti alla chiesa ed al palazzo Tilli sulla strada per Castiglione Messer Marino. I materiali usati sono la pietra calcarea ed alle volte l'arenaria grigia ed il laterizio. Le strade sono selciate con ciottoli di fiume.
Chiesa di San Silvestro Papa
È sita in via piano della torre. È stata costruita precedentemente al 1568. La torre campanaria è suddivisa in più registri da cornici marcapiano, consta di pianta quadrata con un arco a tutto sesto. L'interno della chiesa è ad aula unica con soffitto volta a botte e lunette. L'aula consta di tre cappelle per lato ciascuna corredata di proprio altare e di statue di santi, nel XVIII secolo sono state decorate con stucchi. Sopra una cantoria sorretta da due plastri è posto un organo con delle pitture a tempera raffiguranti motivi vegetali.

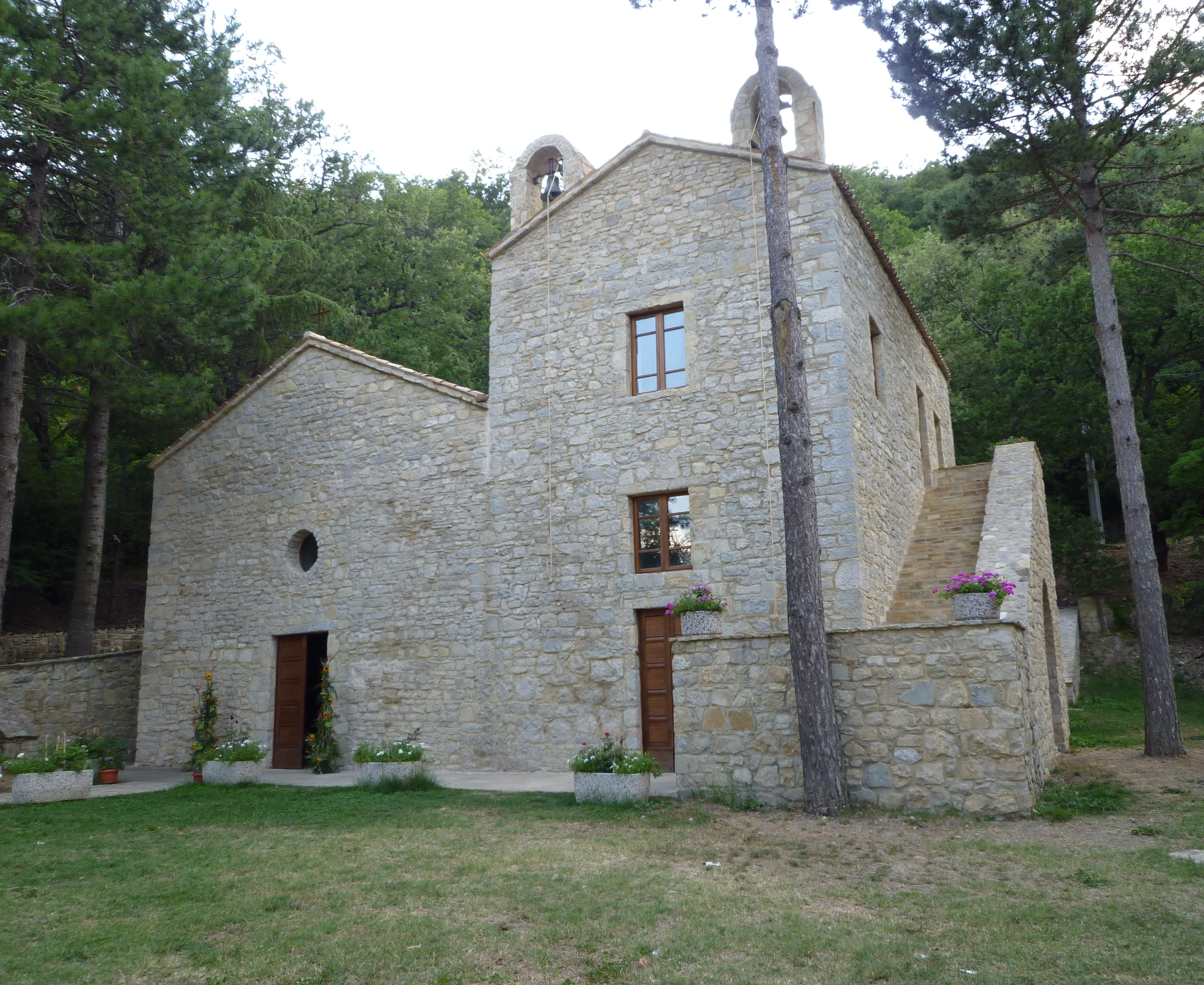
Santuario di Santa Maria Mater Domini
È sita in località Bosco delle Vicenne. Nel 1056 sul sito di una preesistente chiesa due longobardi fondarono un monastero benedettino dedicato a Santa Maria Mater Domini, come abate venne disposto un certo Alberto. La mancanza di documenti degli anni successivi denota una decadenza dell'edificio, declino confermato nel 1324-25 con riduzione a semplice chiesa soggetta alla giurisdizione dell'abbazia di Sant'Angelo in Cornacchiano sita a Fresagrandinaria. In seguito i territori della chiesa entrarono nelle terre dei Caracciolo che scelsero i rettori della chiesa dalla propria famiglia. La presenza di materiale archeologico nella zona fa pensare che la chiesa sia stata costruita su un preesistente tempio pagano.

## Società

### Evoluzione demografica
Abitanti censiti

## Cultura

### Eventi
Manifestazioni ed eventi di Fraine
- 30 e 31 maggio e 1º giugno: festa di Santa Maria Mater Domini;
- 19 e 20 agosto: festa di San Vincenzo Ferrer e San Rocco;
- 17 agosto: Rievocazione storica Fragine Medievale.

## Amministrazione
In occasione delle elezioni amministrative per il sindaco del 15 e 16 maggio 2011, i due candidati hanno ricevuto esattamente gli stessi voti (194 voti a testa), portando il comune (nonostante una popolazione inferiore ai 500 abitanti) al ballottaggio il 29 e 30 maggio 2011.
6 giugno 2016
| Periodo        | Periodo        | Primo cittadino       | Partito                                              | Carica                    | Note          |
| -------------- | -------------- | --------------------- | ---------------------------------------------------- | ------------------------- | ------------- |
| 12 maggio 1967 | 13 maggio 2001 | Nicola Luigi Sassi    | Democrazia Cristiana poi Cristiani Democratici Uniti | Sindaco                   | [ 15 ] [ 16 ] |
| 14 maggio 2001 | 29 maggio 2011 | Giandomenico Finamore | Lista Civica                                         | Sindaco                   | [ 17 ]        |
| 30 maggio 2011 | 5 giugno 2016  | Vincenzina Di Iorio   | Lista Civica Impegno per il Paese - PD               | Sindaco                   | [ 18 ]        |
| 6 giugno 2016  | 11 giugno 2017 | Giuseppina Ferri      |                                                      | commissario straordinario |               |

### Terra di Fraine
Il 9 giugno 2012 è stata scoperta sulla parete del Palazzo Comunale la targa marmorea, recante inciso il carme Terra di Fraine, dono del professor Guido Brunetti. La cerimonia d'inaugurazione si è svolta alla presenza del sindaco, Enza di Iorio, delle autorità religiose e militari, e di un ospite d'eccezione, Gianni Letta. L'importante iniziativa, organizzata dal Comune, è stata definita un evento storico che dà lustro al piccolo centro abruzzese e ai suoi cittadini. Nell'occasione il professor Brunetti ha illustrato gli ultimi, affascinanti progressi della ricerca neuroscientifica sul cervello e l'arte" con vari episodi che hanno suscitato commozione come quello dell'anziana donna originaria di Fraine, che in punto di morte ha voluto quel carme con sé".
Il 28 settembre 2012 anche l'Arcivescovo di Chieti, mons. Bruno Forte, ha reso omaggio alla stele Terra di Fraine.